# Gran Premi de San Marino de 1982
Resultats del Gran Premi de San Marino de la temporada 1982 disputat a l'Autodromo Enzo e Dino Ferrari el 25 d'abril del 1982.

## Resum
Aquesta cursa va ser boicotejada pels equips de la FOCA.
Aquesta va ser l'última cursa disputada per Gilles Villeneuve, ja que va sofrir un accident mortal als entrenaments de la següent cursa (el G.P. de Bèlgica).
Ja al podi hi va haver un enfrontament entre els dos pilots de Ferrari guanyadors, ja que segons Villeneuve tenien un pacte de no avançar-se després de l'últim revolt, pacte que Pironi no va seguir.

## Classificació
| Pos | No | Pilot              | Equip          | Voltes | Temps/ Retirada  | Pos. de sortida | Punts |
| --- | -- | ------------------ | -------------- | ------ | ---------------- | --------------- | ----- |
| 1   | 28 | Didier Pironi      | Ferrari        | 60     | 1h 36' 39. 1     | 4               | 9     |
| 2   | 27 | Gilles Villeneuve  | Ferrari        | 60     | + 0.366 s        | 3               | 6     |
| 3   | 3  | Michele Alboreto   | Tyrrell - Ford | 60     | + 1' 07.684 min. | 5               | 4     |
| 4   | 31 | Jean Pierre Jarier | Osella - Ford  | 59     | + 1 Volta        | 9               | 3     |
| 5   | 10 | Eliseo Salazar     | ATS - Ford     | 57     | + 3 Voltes       | 14              | 2     |
| DSQ | 9  | Manfred Winkelhock | ATS - Ford     | 54     | Desqualificat    | 12              |       |
| NC  | 36 | Teo Fabi           | Toleman - Hart | 52     | No Classificat   | 10              |       |
| Ret | 16 | René Arnoux        | Renault        | 44     | Turbo            | 1               |       |
| Ret | 23 | Bruno Giacomelli   | Alfa Romeo     | 24     | Motor            | 6               |       |
| Ret | 32 | Riccardo Paletti   | Osella - Ford  | 7      | Suspensions      | 13              |       |
| Ret | 15 | Alain Prost        | Renault        | 6      | Motor            | 2               |       |
| Ret | 22 | Andrea de Cesaris  | Alfa Romeo     | 4      | Part elèctrica   | 7               |       |
| Ret | 4  | Brian Henton       | Tyrrell - Ford | 0      | Transmissió      | 11              |       |
| Ret | 35 | Derek Warwick      | Toleman - Hart | 0      | Part elèctrica   | 8               |       |

## Altres
- Pole: René Arnoux 1' 29. 765

- Volta ràpida: Didier Pironi 1' 35. 036 (a la volta 44)